# Deltocephalus scuticus
Deltocephalus scuticus är en insektsart som beskrevs av Delong 1984. Deltocephalus scuticus ingår i släktet Deltocephalus och familjen dvärgstritar. Inga underarter finns listade i Catalogue of Life.